# كتالوج كهرباء القرن العشرين
كتالوج كهرباء القرن العشرين (باليابانية: 二十世紀電氣目録، بالروماجي: 20 Seiki Denki Mokuroku) هي رواية يابانية من تأليف هيروشي يوكي، ورسوم كازومي إيكيدا، نشرت من قبل كيوتو أنيميشن، في 10 أغسطس عام 2018، وحازت الرواية على جائزة مشرفة في فئة الروايات الكاملة في حفل جوائز كيوتو أنيميشن الثامن لعام 2017. في 27 يوليو 2018، أعلن أنه سيتم إنتاج أنمي للرواية من قبل استوديو كيوتو أنيميشن.

## وصلات خارجية
- موقع الرواية الرسمي(باليابانية)